# Teofil Żebrawski
Teofil Wincenty Żebrawski (ur. 5 kwietnia 1800 w Wojniczu, zm. 5 lutego 1887 w Krakowie) – polski matematyk, architekt, biolog, archeolog, kartograf, geodeta, bibliograf. Syn Wojciecha Żebrackiego i Franciszki z Wrońskich.

## Życiorys

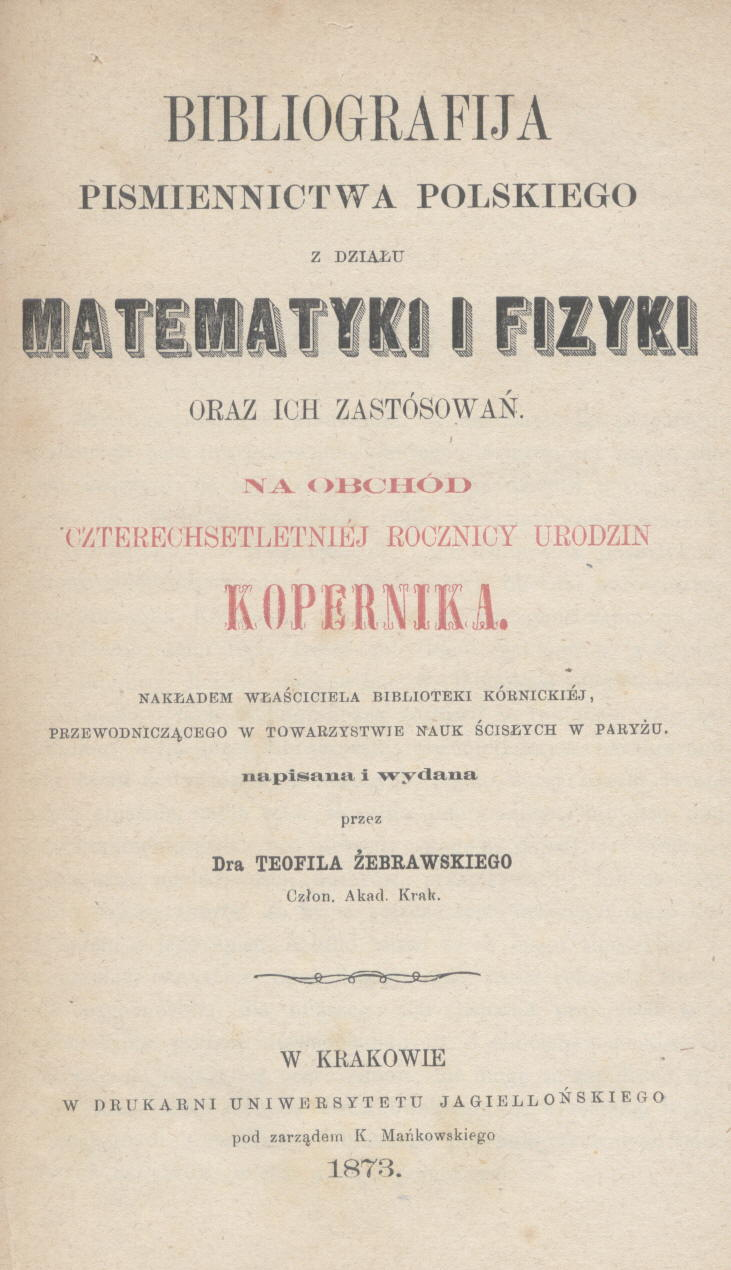
Strona tytułowa polskiej bibliografii matematyki i fizyki w opracowaniu Teofila Żebrawskiego

Ukończył w 1818 liceum im. B. Nowodworskiego w Krakowie. Następnie odbył studia filozoficzne, przyrodnicze, anglistyczne, matematyczne i astronomiczne na Uniwersytecie Jagiellońskim oraz górnicze, budowlane i topograficzne w Szkole Górniczej w Kielcach. W 1832 otrzymał tytuł doktora filozofii i nauk wyzwolonych UJ.
Od roku 1825 do 1835 prowadził triangulację Warszawy, Dobrzynia nad Wisłą, Sandomierza, okolic Gór Świętkorzyskich oraz guberni wileńskiej. Część tych triangulacji wykorzystano przy stworzeniu wydanej w roku 1839 mapy Królestwa Polskiego.
W latach 1832–1834 pracował jako wykładowca, a później adiunkt w Katedrze Historii Naturalnej i Botaniki UJ, a później (1837–1853) jako inspektor komunikacji lądowej i wodnej okręgu krakowskiego. W 1842 przegrał konkurs na profesora matematyki UJ.
W pracy naukowej zajmował się bardzo szeroką tematyką. Pisał prace z zakresu budowy dróg, mostów, dróg żelaznych, kartografii, topografii i entomologii. Uznany został za pioniera nowoczesnej polskiej bibliografii matematycznej. W 1873 opracował dzieło Bibliografija piśmiennictwa polskiego z działu matematyki i fizyki oraz ich zastósowań. Opracował również słownik polskich, francuskich i niemieckich terminów z zakresu architektury, budownictwa oraz materiałoznawstwa. Wyprowadził równanie krzywej łańcuchowej i zastosował je do obliczeń łuków mostów, podał główne przyczyny wykolejenia pociągów oraz metody zapobiegania im. Przedstawił oryginalny podział typów map oraz siatek kartograficznych oraz zbadał i opisał zmiany w faunie motyli w okolicach Krakowa.
Jest autorem i wydawcą map Rzeczypospolitej Krakowskiej z 1833, planu miasta Krakowa z 1834 oraz mapy zdrojowisk Galicji i Bukowiny.
W latach 30. zaprojektował i wybudował drogę przez całe terytorium Rzeczypospolitej Krakowskiej z dwoma mostami na Krzeszówce i Dłubni. W latach 1825–1831 przeprowadził pomiary triangulacyjne ziemi dobrzyńskiej, obwodu pułtuskiego, Gór Świętokrzyskich, okolic Sandomierza, obszarów między Warszawą, Włodawą a Bugiem oraz obszarów guberni wileńskiej. Część tych pomiarów wykorzystano później 1839 w mapie Królestwa Polskiego.
Kierował odnawianiem kościoła Dominikanów w Krakowie, ołtarzy w kościele Mariackim oraz grobów królewskich na Wawelu.
Od 1866 był członkiem Towarzystwa Naukowego Krakowskiego, a od 1872 członkiem czynnym Akademii Umiejętności.
Posiadał bogaty księgozbiór, który w latach 70. przekazał Bibliotece Kórnickiej. Posiadał ekslibris wykonany przez Kajetana Kielisińskiego.
Zajmował się również tłumaczeniem, przełożył m.in. Pieśni Ossyjana J. Macphersona i O sztukach rozmaitych ksiąg troje Teofila Mnicha.
Wziął udział w powstaniu listopadowym jako porucznik-inżynier w korpusie gen. Józefa Dwernickiego oraz w powstaniu krakowskim w stopniu kapitana.
Pochowany na cmentarzu Rakowickim w Krakowie (pas 25, zach.).

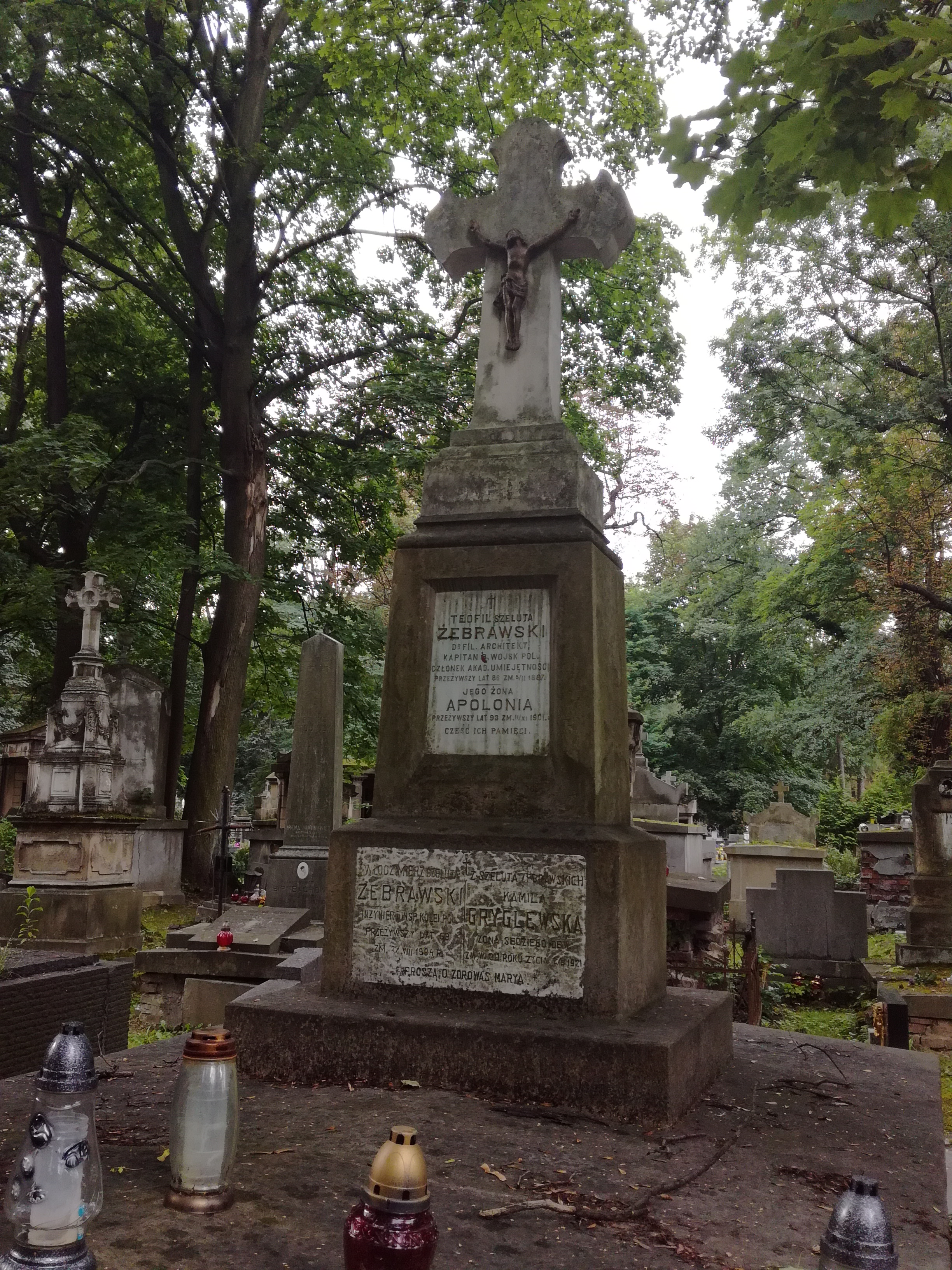
Grób Teofila Żebrawskiego na cmentarzu Rakowickim w Krakowie

### Wybrane prace naukowe
- O sieciach do kart geograficznych, astronomicznych i morskich (1831)
- Dopełnienie dawnej bibliografii polskiej (1838)
- O moście wiszący (1841)
- Początkowe wiadomości z geometryji dla praktycznego użytku (1849)
- O przyczynach wykolejenia pociągów na drogach żelaznych i środkach zapobieżania temu (1850)
- Wiadomość o bożyszczu słowiańskim znalezionym w Zbruczu (1858)
- Owady łuskoskrzydłe, czyli motylowate z okolic Krakowa (1860)
- Wiadomość o Adamie Kochańskimi pismach jego matematycznych (1862)
- Nasze zabytki (1865-1871)
- Bibliografija piśmiennictwa polskiego z działu matematyki i fizyki oraz ich zastósowań (1873)
- Słownik wyrazów technicznych tyczących się budownictwa (1883)

## Galeria

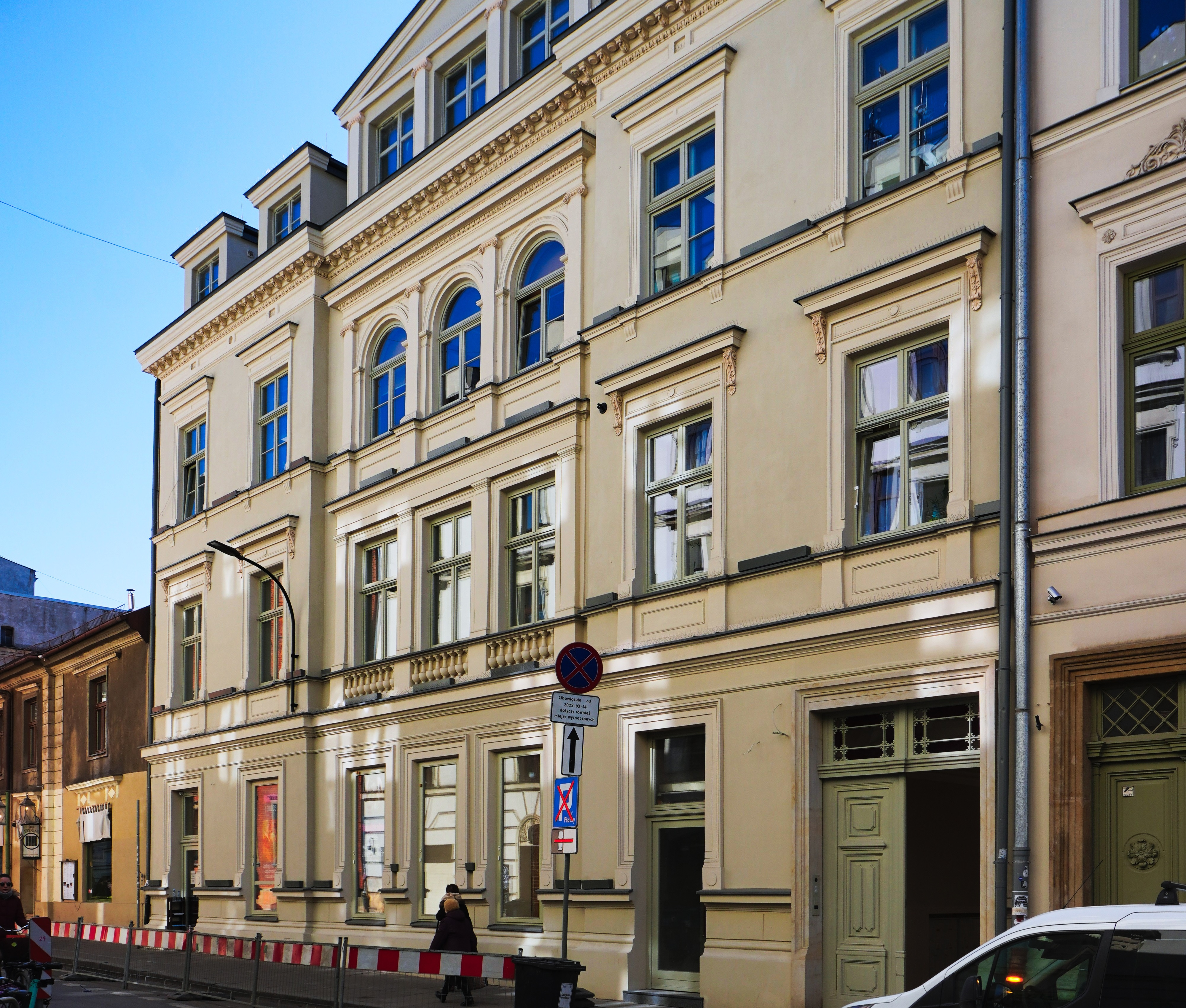
Kamienica (1873–1874, wspólnie z Tomaszem Prylińskim i Januszem Niedziałkowskim), Kraków, ul. Krupnicza 8
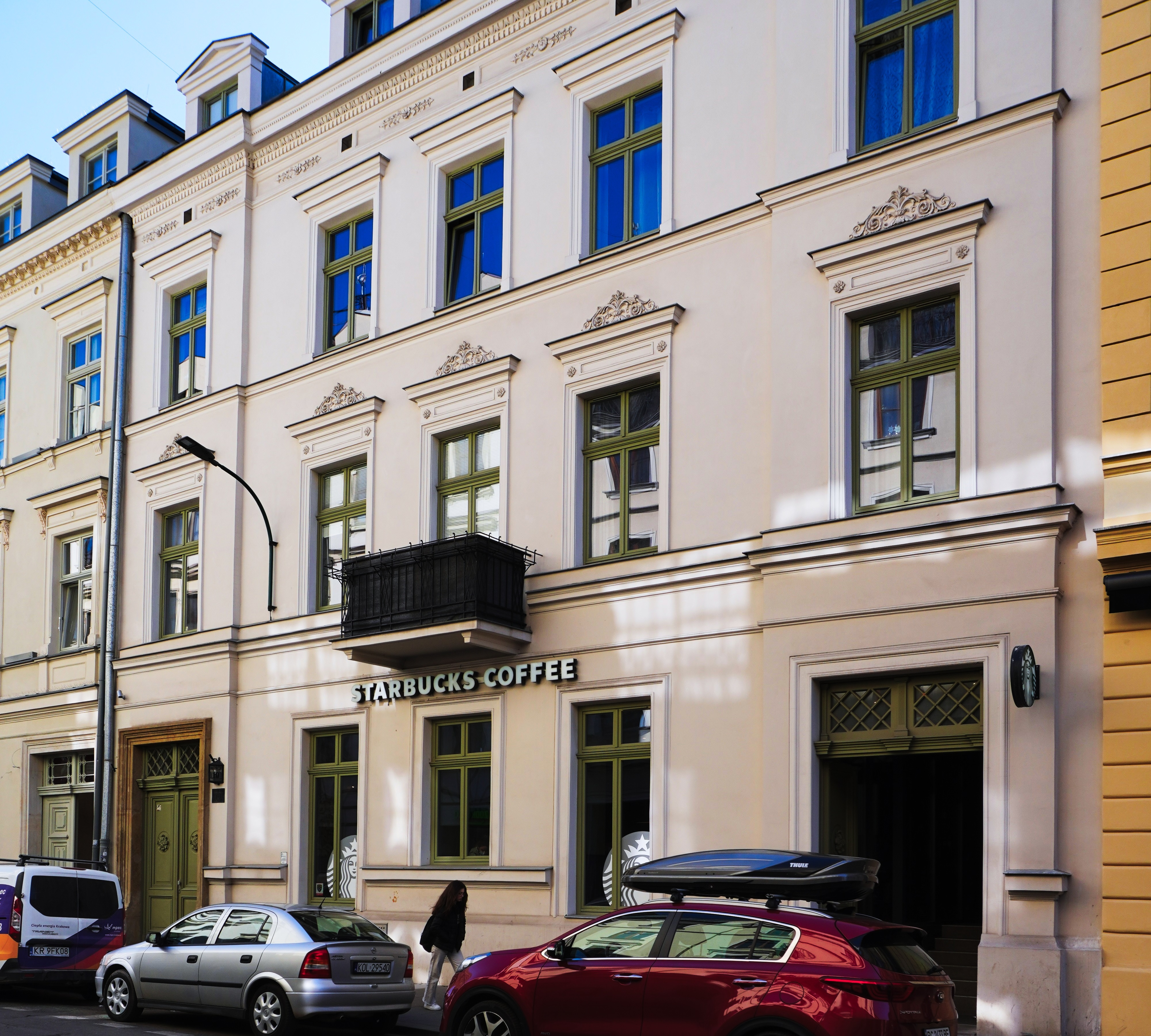
Kamienica (1873–1874, wspólnie z Tomaszem Prylińskim i Januszem Niedziałkowskim), Kraków, ul. Krupnicza 10